# Heilly
Heilly é uma comuna francesa na região administrativa de Altos da França, no departamento de Somme. Estende-se por uma área de 9.37 km². Em 2010 a comuna tinha 437 habitantes (densidade: 46,6 hab./km²).